# هونینگهم
هونینگهم (به انگلیسی: Heveningham) یک روستا و محله مدنی در بریتانیا است که در Suffolk Coastal واقع شده‌است. هونینگهم ۲۲۳ نفر جمعیت دارد.